# Amphiroa zonata
Amphiroa zonata Yendo, 1902  é o nome botânico  de uma espécie de algas vermelhas pluricelulares do gênero Amphiroa.
- São algas marinhas encontradas na Califórnia, México (costa do oceano Pacífico), China, Japão e Coreia.

## Sinonímia
Não apresenta sinônimos.